# Жужелица изумрудная
Жужелица изумрудная (лат. Carabus smaragdinus) — вид жуков-жужелиц из подсемейства жужелиц. Распространён в Забайкалье и на юге Дальнего Востока России, на северо-востоке Монголии, в Северо-Восточном и Восточном Китае, Южной и Северной Корее. Длина тела составляет до 37 мм (по другим данным 30-45 мм).
Выделяют шестнадцать подвидов.